# Honda CY 80
Die CY 80 ist ein Motorrad von Honda, das in den 1980er Jahren gebaut und auf der IFMA 1980 erstmals gezeigt wurde.

## Baudetails
Der Viertakt-Motor der CY 80 hat 79 cm³ Hubraum (47,5 × 45 mm Bohrung/Hub), leistet 5,5 PS und die Drehzahl wurde auf 7500/min festgelegt, womit eine angegebene Geschwindigkeit von 75 km/h erreicht werden sollte. Bis auf den Hubraum ist der Motor fast baugleich mit dem der Honda XL 50 und der Honda CB 50 J und wurde für ein weiteres 80 cm³-Modell, die Honda XR 80, nur geringfügig modifiziert. Abgesehen vom Motor ist die CY 80 optisch baugleich mit dem gedrosselten Mokick Honda CY 50 J. Es hatte ein 6-Volt-Elektrik.
Es wurde ebenfalls eine Honda CB 80 J entwickelt, die jedoch nicht in Serie ging.

## Besonderheiten
Mit diesen Kenndaten erfüllte die CY 80 nicht die Anforderungen eines Leichtkraftrades nach der gesetzlichen Regelung der Führerscheinklasse 1b vom 1. April 1980, welche mit max. 80 cm³ & max. 80 km/h & max. 6000/min festgelegt wurde. Die CY 80 wurde deswegen bei der Erstzulassung als Motorrad eingestuft. Der Fahrer benötigte für dieses Zweirad die offene Führerscheinklasse 1. Dies belegt ebenfalls der weiter unten auf dieser Seite verlinkte Testbericht. 

## Testergebnisse
Die Tester einer Motorradzeitung bemängelten das überforderte Fahrwerk, das im Grunde für weniger Leistung ausgelegt war.

„Lebensgefährlich können schon leichte Gefällstrecken werden, sobald Kurven mit welligem Untergrund auftauchen. Dann schaukelt sich die Fuhre derartig auf, daß selbst ausgefuchsten Testern der Angstschweiß auf der Stirn steht.“